# Guillaume de Puylaurens
Guillaume de Puylaurens (en occitan, Guilhèm de Puèglaurenç , en latin, Guillelmus de Podio Laurenti) est un chroniqueur latin du XIIIe siècle, auteur d'une histoire du catharisme et de la croisade albigeoise.

## Biographie
Il est né en 1201 ou 1202 à Toulouse, « car ses souvenirs d'enfance se rattachent tous à cette ville » (Y. Dossat), Là, il a peut-être étudié à l'université naissante et obtenu le titre de «Maître». Il a travaillé auprès de l'évêque Foulque de 1228 à déc. 1231. Il fut curé (''rector ecclesie'') à Puylaurens (ville du Tarn qui dépendait du diocèse de Toulouse) de 1237 à 1240 (d'où son nom), et, pendant cette période, il était proche du successeur de Foulque, l'évêque Raimond du Falga, d'abord à Toulouse, ensuite à Carcassonne (dès 1240). Il mourut après 1274, travaillant occasionnellement (déc. 1253, 1274) comme inquisiteur ou délégué de l'inquisiteur Raimond Resplandis. Il semble qu'il ne fut pas aumônier de Raymond VII de Toulouse (dès 1242) : c'est un autre Guillaume, un laïque notaire.
Son œuvre a pour titre ''Cronica'', encore que l'authentification ne soit pas certaine. Cette chronique, écrite jusqu'en 1275, couvre la période 1145-1275.

### Œuvre
- Chronica Magistri Guillelmi de Podio Laurentii (1145-1275) (1275), édi. et trad. J. Duvernoy (1958) : Chronique de Guillaume de Puylaurens, Toulouse, Le Pérégrinateur, 1996 ; trad. Charles Lagarde, 1864 : Chronique de maître Guillaume de Puylaurens sur la guerre des albigeois (1202-1272)

### Études
- J. Beyssier, « Guillaume de Puylaurens et sa Chronique », in A. Luchaire (dir.), ''Troisièmes mélanges d'histoire du Moyen Âge'', Bibliothèque de la Faculté des lettres de Paris 18°, 1904, p. 85-175.
- Yves Dossat, « La Chronique de Guillaume de Puylaurens », Actes des congrès de la Société des historiens médiévistes de l'enseignement supérieur public, 1977, vol. 8, no 1, p. 259-265.
- Yves Dossat, « Le chroniqueur Guillaume de Puylaurens était-il chapelain de Raymond VII ou notaire de l'inquisition toulousaine ? », Annales du midi, vol. 65, no 23, p. 343-353.